# Nolan Yonkman
Nolan Yonkman (né le 1er avril 1981 à Punnichy, dans la province de la Saskatchewan au Canada) est un joueur professionnel de hockey sur glace évoluant à la position de défenseur.

## Carrière
Réclamé par les Capitals de Washington au deuxième tour du repêchage de 1999 de la Ligue nationale de hockey alors qu'il évolue pour les Rockets de Kelowna de la Ligue de hockey de l'Ouest, Yonkman poursuit tout de même durant deux saisons en LHOu avec les Rockets ainsi que les Wheat Kings de Brandon.
Devenant joueur professionnel en 2001, il rejoint le club affilié aux Capitals dans la Ligue américaine de hockey, les Pirates de Portland et est également appelé à faire ses débuts en LNH, disputant onze rencontres avec Washington et y inscrivant son premier but en carrière.
Blessé aux abdominaux alors qu'il prend part au camp d'entrainement en vue de la saison 2002-2003, il rate la majorité de la saison, ne prenant part qu'à 24 parties avec les Pirates. Puis une sérieuse blessure à un genou met un terme à sa saison 2003-2004 alors qu'il n'a disputé que cinq rencontres, il ne revient au jeu que la saison suivante.
Après une saison supplémentaire avec l'organisation des Capitals, il signe comme agent libre le 1er juillet 2006 avec les Predators de Nashville. Le défenseur rejoint alors le club-école des Predators en LAH, les Admirals de Milwaukee avec qui il reste durant quatre saisons obtenant le titre de capitaine du club en 2008. Retrouvant son autonomie complète à l'été 2010, il s'entend avec les Coyotes de Phoenix.
Le 8 juillet 2013, il signe à titre d'agent libre avec les Ducks d'Anaheim.

## Statistiques
| Saison     | Équipe                 | Ligue      |    | Saison régulière | Saison régulière | Saison régulière | Saison régulière | Saison régulière |   | Séries éliminatoires | Séries éliminatoires | Séries éliminatoires | Séries éliminatoires | Séries éliminatoires |
| Saison     | Équipe                 | Ligue      | PJ | B                | A                | Pts              | Pun              | PJ               | B | A                    | Pts                  | Pun                  |                      |                      |
| 1996-1997  | Rockets de Kelowna     | LHOu       | 4  | 0                | 0                | 0                | 0                |                  |   |                      |                      |                      |                      |                      |
| 1997-1998  | Rockets de Kelowna     | LHOu       | 65 | 0                | 2                | 2                | 36               | 7                | 0 | 0                    | 0                    | 2                    |                      |                      |
| 1998-1999  | Rockets de Kelowna     | LHOu       | 61 | 1                | 6                | 7                | 129              | 6                | 0 | 0                    | 0                    | 6                    |                      |                      |
| 1999-2000  | Rockets de Kelowna     | LHOu       | 71 | 5                | 7                | 12               | 153              | 5                | 0 | 0                    | 0                    | 8                    |                      |                      |
| 2000-2001  | Rockets de Kelowna     | LHOu       | 7  | 0                | 1                | 1                | 19               |                  |   |                      |                      |                      |                      |                      |
| 2000-2001  | Wheat Kings de Brandon | LHOu       | 51 | 6                | 10               | 16               | 94               | 6                | 0 | 1                    | 1                    | 12                   |                      |                      |
| 2001-2002  | Capitals de Washington | LNH        | 11 | 1                | 0                | 1                | 4                |                  |   |                      |                      |                      |                      |                      |
| 2001-2002  | Pirates de Portland    | LAH        | 59 | 4                | 3                | 7                | 116              |                  |   |                      |                      |                      |                      |                      |
| 2002-2003  | Pirates de Portland    | LAH        | 24 | 1                | 4                | 5                | 40               | 3                | 0 | 1                    | 1                    | 2                    |                      |                      |
| 2003-2004  | Capitals de Washington | LNH        | 1  | 0                | 0                | 0                | 0                |                  |   |                      |                      |                      |                      |                      |
| 2003-2004  | Pirates de Portland    | LAH        | 4  | 0                | 0                | 0                | 11               |                  |   |                      |                      |                      |                      |                      |
| 2004-2005  | Pirates de Portland    | LAH        | 32 | 0                | 3                | 3                | 68               |                  |   |                      |                      |                      |                      |                      |
| 2005-2006  | Capitals de Washington | LNH        | 38 | 0                | 7                | 7                | 86               |                  |   |                      |                      |                      |                      |                      |
| 2005-2006  | Bears de Hershey       | LAH        | 6  | 0                | 0                | 0                | 15               |                  |   |                      |                      |                      |                      |                      |
| 2006-2007  | Admirals de Milwaukee  | LAH        | 77 | 3                | 10               | 13               | 113              | 4                | 0 | 0                    | 0                    | 2                    |                      |                      |
| 2007-2008  | Admirals de Milwaukee  | LAH        | 69 | 0                | 7                | 7                | 103              | 6                | 0 | 1                    | 1                    | 18                   |                      |                      |
| 2008-2009  | Admirals de Milwaukee  | LAH        | 61 | 3                | 7                | 10               | 80               | 11               | 0 | 0                    | 0                    | 15                   |                      |                      |
| 2009-2010  | Admirals de Milwaukee  | LAH        | 76 | 2                | 7                | 9                | 170              | 7                | 0 | 1                    | 1                    | 2                    |                      |                      |
| 2010-2011  | Coyotes de Phoenix     | LNH        | 16 | 0                | 1                | 1                | 39               |                  |   |                      |                      |                      |                      |                      |
| 2010-2011  | Rampage de San Antonio | LAH        | 56 | 1                | 4                | 5                | 104              |                  |   |                      |                      |                      |                      |                      |
| 2011-2012  | Panthers de la Floride | LNH        | 1  | 0                | 0                | 0                | 0                | -                | - | -                    | -                    | -                    |                      |                      |
| 2011-2012  | Rampage de San Antonio | LAH        | 66 | 2                | 11               | 13               | 102              | 10               | 0 | 2                    | 2                    | 8                    |                      |                      |
| 2012-2013  | Rampage de San Antonio | LAH        | 71 | 0                | 7                | 7                | 93               | -                | - | -                    | -                    | -                    |                      |                      |
| 2012-2013  | Panthers de la Floride | LNH        | 7  | 0                | 0                | 0                | 11               | -                | - | -                    | -                    | -                    |                      |                      |
| 2013-2014  | Admirals de Norfolk    | LAH        | 67 | 2                | 5                | 7                | 107              | 8                | 0 | 1                    | 1                    | 7                    |                      |                      |
| 2013-2014  | Ducks d'Anaheim        | LNH        | 2  | 0                | 1                | 1                | 0                | -                | - | -                    | -                    | -                    |                      |                      |
| 2014-2015  | Flames de l'Adirondack | LAH        | 65 | 2                | 10               | 12               | 52               | -                | - | -                    | -                    | -                    |                      |                      |
| 2015-2016  | JYP Jyväskylä          | Liiga      | 57 | 1                | 7                | 8                | 97               | 13               | 0 | 3                    | 3                    | 22                   |                      |                      |
| 2016-2017  | JYP Jyväskylä          | Liiga      | 57 | 0                | 7                | 7                | 82               | 13               | 0 | 3                    | 3                    | 0                    |                      |                      |
| 2017-2018  | JYP Jyväskylä          | Liiga      | 52 | 2                | 1                | 3                | 59               | 5                | 0 | 0                    | 0                    | 4                    |                      |                      |
| 2018-2019  | JYP Jyväskylä          | Liiga      | 32 | 0                | 4                | 4                | 64               | 3                | 0 | 1                    | 1                    | 2                    |                      |                      |
| Totaux LNH | Totaux LNH             | Totaux LNH | 76 | 1                | 9                | 10               | 140              | -                | - | -                    | -                    | -                    |                      |                      |

## Transactions en carrière
- Repêchage 1999 : réclamé par les Capitals de Washington (2e choix de l'équipe, 37e au total).
- 12 octobre 2000 : échangé par les Rockets de Kelowna aux Wheat Kings de Brandon en retour de Bart Rushmer et Jan Fadrny.
- 25 septembre 2002 : rate la majorité de la saison 2002-2003 en raison d'une blessure aux abdominaux subi durant le camp d'entrainement.
- 23 octobre 2003 : rate la majorité des saisons 2003-2004 et 2004-2005 en raison d'une blessure à un genou survenu lors d'une rencontre face aux Sharks de Worcester.
- 17 juillet 2006 : signe à titre d'agent libre avec les Predators de Nashville.
- 3 juillet 2010 : signe à titre d'agent libre avec les Coyotes de Phoenix.
- 1er juillet 2011 : signe à titre d'agent libre avec les Panthers de la Floride.
- 8 juillet 2013 : signe à titre d'agent libre avec les Ducks d'Anaheim.

## Parenté dans le sport
Son cousin, Travis Yonkman est également hockeyeur, il évolue à la position de gardien de but au niveau universitaire canadien pour l'Université de l'Alberta.